# Carlos Arce (futbolista)
Carlos Arce (Barracas, Buenos Aires, 16 de septiembre de 1990) es un futbolista argentino que juega de mediocampista en el Club Atlético Atlanta de la Primera B Nacional.
Es el jugador con más partidos de la historia de Barracas Central con más de 400 partidos.

## Clubes
| Club                  | País      | Año           | PJ  | Goles |
| --------------------- | --------- | ------------- | --- | ----- |
| Barracas Central      | Argentina | 2009 - 2024   | 423 | 13    |
| Club Atlético Atlanta | Argentina | 2024-presente |     |       |

## Palmarés

### Campeonatos nacionales
| Título                  | Club             | País      | Año     |
| ----------------------- | ---------------- | --------- | ------- |
| Primera C               | Barracas Central | Argentina | 2009-10 |
| Primera B Metropolitana | Barracas Central | Argentina | 2018-19 |